# 颗粒溶素
颗粒溶素（英語：Granulysin，又译为“颗粒溶解素”）是一种由细胞毒性T细胞（CD8阳性T细胞）在接触被感染的细胞时释放的物质。其功能为通过靶细胞的膜上形成的小孔，从而诱导靶细胞凋亡，另外也与抗微生物相关。
颗粒溶素是一种能产生细胞溶解和炎症反应的分子，最早通过抑制消减杂交寻找在人细胞毒性T细胞激活3–5天时表达的基因发现。颗粒溶素会与具有穿孔能力的穿孔素和颗粒酶形成溶细胞颗粒。颗粒溶素具有广谱的抗微生物功能，能杀伤结核杆菌、疟原虫等，甚至能杀伤一些肿瘤。一系列源自颗粒溶素的氨基酸序列的多肽能作为潜在的抗细菌药。
颗粒溶素最近被认为与史蒂芬斯－強森症候群的发生发展有关。